# Andy Lau
Andy Lau (ur. 27 września 1961 w Tai Po, Hongkong) − hongkoński aktor filmowy i telewizyjny, piosenkarz, autor tekstów.
Pochodzi z biednej rodziny. W wieku 18 lat wstąpił do szkoły aktorskiej w Hongkongu − TVB’s 10th Acting Academy. Zadebiutował filmem Shang Hai tan: Shi san tai bao w 1981 roku. Zna wschodnie sztuki walki.
W 2009 wystąpił w chińskim filmie pt. Jianguo daye, który został nakręcony dla uczczenia 60. rocznicy powstania Chińskiej Republiki Ludowej. Zrobił to za darmo.

## Filmografia
- 1981: Shang Hai tan: Shi san tai bao jako Student
- 1982: Choi wan kuk
- 1982: Shen diao xia lu jako Yo Ko
- 1982: Sou hat yi
- 1982: Tou bun no hoi jako To Minh
- 1983: On the Wrong Track
- 1983: Sin tiauw hiaplu jako Yo Ko
- 1983: Ting bu liao de ai
- 1985: Faat ngoi ching
- 1985: Moje szczęśliwe gwiazdki jako Herb
- 1985: Na celowniku jako Associate of Muscles
- 1986: Mo fei cui jako Andy Lo
- 1986: Zui jia fu xing jako Lambo
- 1987: Gan dan xiang zhao
- 1987: Gong woo ching jako Kwok
- 1987: Shen tan fu zi bing
- 1987: Ying hung ho hon jako Kwok
- 1988: Di yi jian jako Yung
- 1988: Fa nei qing
- 1988: Jing zhuong zhui nu zi zhi er jako Lau-Bai
- 1988: Lie ying ji hua jako Lau Kwok-Wah
- 1988: Long zhi jia zu jako Lung Wah
- 1988: Qun long duo bao jako Chan Charlie
- 1988: Wong gok ka moon jako Wah
- 1988: Zhong Guo zui hou yi ge tai jian jako Han-Ming
- 1988: Zui jia sun you chuang qing guan
- 1988: Zui jia sun you jako Tsui Tung Kwai
- 1989: Ao qi xiong ying jako Wah
- 1989: Biao cheng jako Lam Kwong
- 1989: Białe jak śnieg
- 1989: Du shen jako Knife/Dagger
- 1989: Fu gui bing tuan jako Wah
- 1989: Juen diu daai ngok jako Happy Chiu
- 1989: Lang zhi yi zu
- 1989: Ren hai gu hong jako Sas
- 1989: Shen xing tai bao
- 1989: Sheng gang qi bing III jako Li Cheung-Kong
- 1989: Tong gen sheng jako Cheung Ka-Wah
- 1989: Xiao xiao xiao jing cha
- 1989: Zhi zun wu shang jako Crab Chan
- 1989: Zui jie nan peng you jako Lok Ka-Sing
- 1990: Chuan dao fang zi jako Fook
- 1990: Tian ruo you qing jako Wah Dee
- 1990: Więzień jako Lau/Boss Lee
- 1990: Yi daam hung sam
- 1990: Yi yu jako Tu
- 1990: Yu zhong long
- 1990: Zai zhan jiang hu jako Wah
- 1990: Zhi zun ji zhuang yuan cai jako Big Dee
- 1991: Bankiet jako Presenter
- 1991: Dni szaleństwa jako Tide
- 1991: Dou hap jako Michael Chan Knight of the Gamblers
- 1991: Ji Boy xiao zi zhi zhen jia wai long jako Wong
- 1991: Jidao zhuizhong jako Ben Li
- 1991: Ma deng ru lai shen zhang jako Charles
- 1991: Ostatnia krew jako Brat Bee
- 1991: Tian zi men sheng
- 1991: Tigers jako Lau Chi-Ming
- 1991: Wu yi tan zhang Lei Luo zhuan zhi er jako Lee Rock
- 1991: Wu yi tan zhang Lei Luo zhuan jako Lee Rock
- 1991: Yu long gong wu jako Lone Ka-Chun
- 1991: Zheng gu zhuan jia jako Chi Man-Kit
- 1991: Zhong huan ying xiong jako Hero Hwa
- 1992: Come Fly the Dragon jako Chow Chun-Kit
- 1992: Do sing daai hang II ji ji juen mo dik jako Benny Ho Hsin
- 1992: Do sing daai hang jako Benny Ho Hsin
- 1992: Gauyat sandiu haplui jako Ching
- 1992: Hua! ying xiong
- 1992: Jiu er shen diao xia lu zhi chi xin chang jian jako Ching-Yan
- 1992: Jue dai shuang jiao jako Fishy
- 1992: Long teng si hai jako Andy
- 1992: Prince of Temple Street jako Prince 12
- 1992: Wu yi tan zhang Lei Luo zhuan zhi san jako Lee Rock
- 1992: Xia sheng jako Simon Tam
- 1993: Chao ji xue xiao ba wang jako Ti Man/Balrog LaCerda
- 1993: Tian chang di jiu jako Fong Tak-Shing
- 1993: Yi dai xiao xiong zhi san zhi qi
- 1993: Zhan shen chuan shuo jako Fei
- 1993: Zhi zun wu shang zhi yong ba tian xia jako Chicken Feet
- 1993: Zhi zun zhou liu ji zhi tou tian huan ri jako Mandy Chin
- 1994: Dao jian xiao jako Smiling Sam
- 1994: Jui kuen III jako Yeung Kwan
- 1994: Legenda pijanego mistrza jako Counter Intelligence Officer
- 1994: Sat sau dik tung wah jako Ko Sau
- 1994: Xin ying xiong ben se
- 1995: Lie huo zhan che jako Joe
- 1995: Top Fighters-najszybsze pięści
- 1995: Za śmierć ojca jako Wai Lok-yan/Mandy Chan
- 1996: 1/2 Chi tung chong jako Wah
- 1996: Romantyczny moment jako Lau Tin-Wai
- 1996: San seung hoi taan jako Ding Lik
- 1997: Hak gam jako Fong Kuo-Fai
- 1997: Tin dei hung sam jako dr Tak Ken
- 1998: Du xia 1999 jako King
- 1998: Triada z Hongkongu jako Wai Cheung-Dee
- 1999: Ai qing meng huan hao
- 1999: Czas ucieka jako Cheung
- 1999: Du xia da zhan Lasi Weijiasi jako King
- 1999: Hei ma wang zi jako Wah
- 1999: Lung zoi bin jyun jako Flying Dragon
- 2000: Fu, A jako Mong Fu
- 2000: Goo laam gwa lui jako Andy Cheung
- 2000: Pojedynek mistrzów jako Cool-Son Yeh
- 2001: Fulltime Killer jako Tok
- 2001: Miłość na diecie jako Fatso
- 2001: Oi gwan yue mung jako Lau, Namson
- 2002: Gam gai jako Andy Lau
- 2002: Infernal Affairs: Piekielna gra jako Ming
- 2002: Kap sze moon yat goh gei kooi
- 2002: Lik goo lik goo san nin choi jako Andy
- 2002: Wai shut lee ji laam huet yan jako Wesley
- 2003: Gam gai 2 jako on sam
- 2003: Infernal Affairs: ''Piekielna gra III jako Lau Kin Ming
- 2003: Liu sue oi seung mau jako Zhan Zhao
- 2003: Running on Karma jako Big
- 2004: Dom latających sztyletów jako Leo
- 2004: Electric Shadows jako on sam
- 2004: Gong wu jako Hung Yan-jau
- 2004: Lung fung dau jako pan Złodziej
- 2004: Magic Kitchen jako Chuen Yao
- 2004: McDull, prince de la bun jako McBing (głos)
- 2004: Świat bez złodziei jako Wang Bo
- 2005: Tsoi suet yuk chi ngo oi nei jako doktor Gao Yuen
- 2005: Wait Till You’re Older jako dorosły Kong
- 2006: Duk haan yum cha
- 2008: The Battle of Red Cliff
- 2009: Jianguo daye jako Yu Jishi
- 2011: Shaolin jako Hao Jie
- 2011: Proste życie jako Roger Leung
- 2012: Zimna wojna jako Philip Luk
- 2013: Ślepy detektyw jako See-tun Chong, Johnston
- 2013: Tian ji: Fu chun shan ju tu jako Jinhan Xiao
- 2013: W ogniu przemocy jako inspektor Lui
- 2014: Golden Chicken 3 Andy Lau
- 2015: Du cheng feng yun II jako Michael „Dagger” Chan
- 2015: Shi gu jako Lei Zekuan
- 2015: Jie jiu wu xian sheng jako Mr. Wu
- 2015: Wo de shao nv shi dai
- 2016: Te gong ye ye
- 2016: Du cheng feng yun san jako Michael „Dagger” Chan
- 2016 Wang pai dou Wang Pai jako Sampan Hung
- 2017: Wielki Mur  jako strateg Wang
- 2017: Chai dan zhuan jia jako Cheung Choi-san
- 2017: Xia dao lian meng jako Cheung Tan
- 2017: Re xue he chang tuan jako Yim Chi-long
- 2017: Zhui long jako Lee Rock